# 出石山
出石山（いずしさん）は、愛媛県大洲市と八幡浜市にまたがる、標高812.0mの山である。

## 山頂（金山出石寺・参拝道）
山頂には四国別格二十霊場の第7番札所である金山出石寺があり、付近一帯は同寺院の所有地となっている。
郷の峠（標高642m）から山頂駐車場までの車道の両脇に紫陽花が咲く様は、下界より1か月遅い7月中旬ころ見頃になる。なお、三角点は、山頂部分で寺とは反対の東側に762.4mがあるが、ここへの道が藪化しており、行き着けない。また、大師堂の前の展望所からは天候にもよるが、石鎚山など表示石に示された山々が臨める。

## 大洲市米軍飛行艇遭難墜落事故
1952年（昭和27年）の8月8日午前2時15分、フィリピンから飛び立ち米軍岩国基地へと向かっていたアメリカ軍の双発飛行艇が折からの濃霧によって迷い、出石山の大洲市豊茂側中腹付近にて墜落事故を起こした。事故は乗組員14名全員の死亡という悲惨な結果となり、その処理と慰霊に付近の豊茂郷集落の人々が力を尽くした。この事より出石山西中腹において同地域を横断している愛媛県道28号長浜保内線の沿線に、この事故の犠牲者を弔うための「米軍飛行艇遭難慰霊碑」が岩国基地を臨む形で建てられている。

## ギャラリー

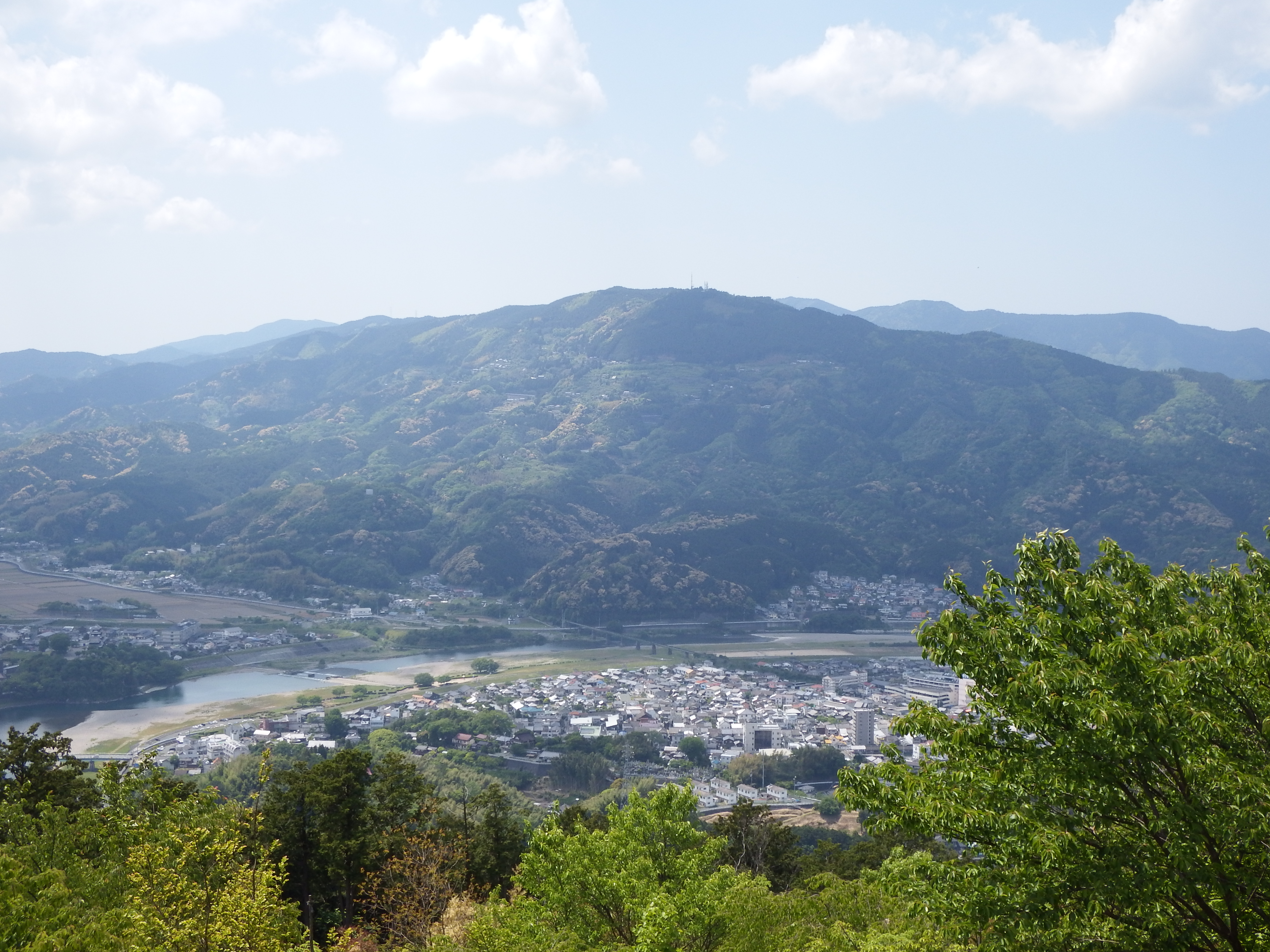
高山寺山(こうせんじさん)の奥に当山が
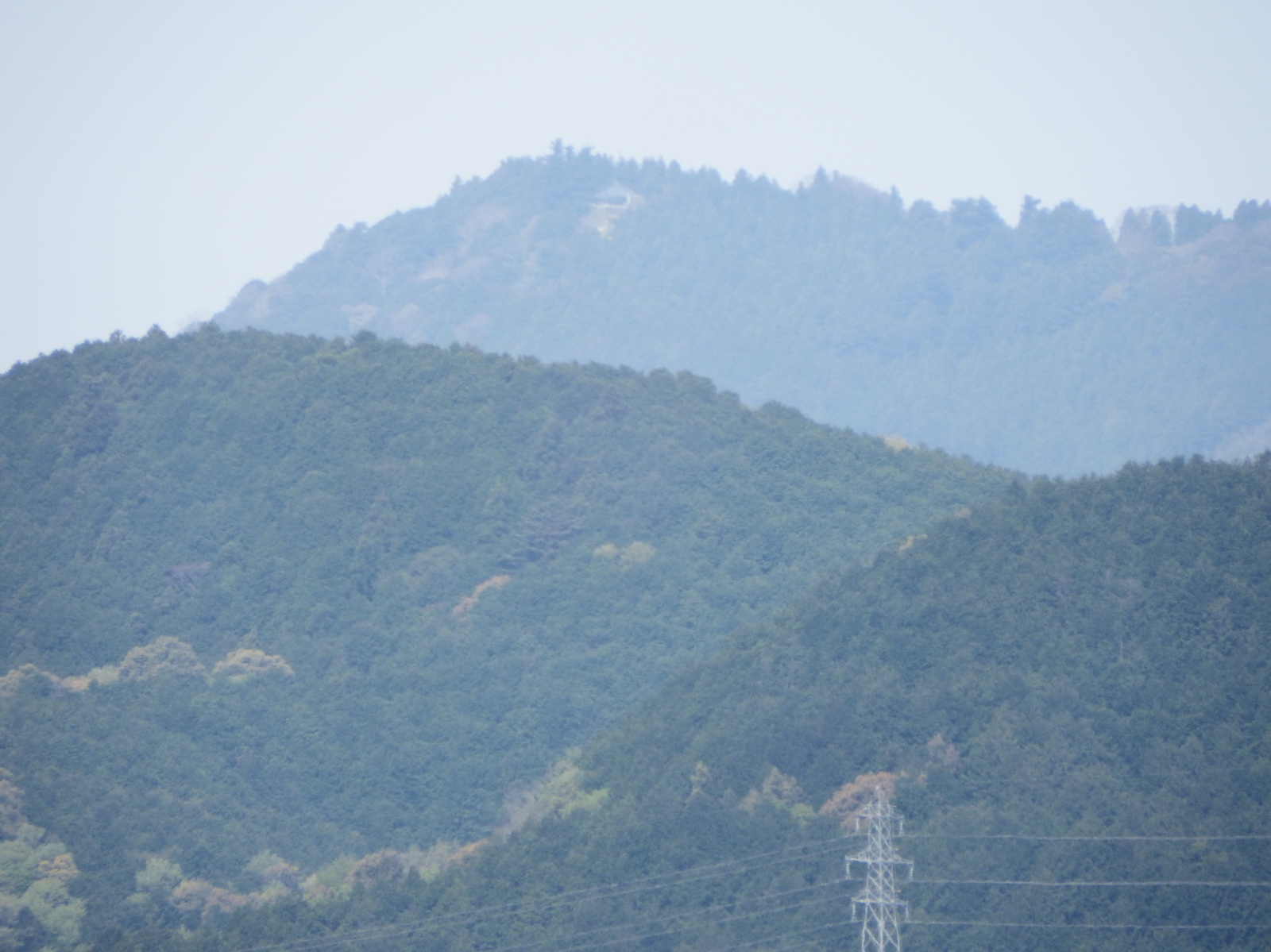
山頂に大師堂が見える（十夜ヶ橋より
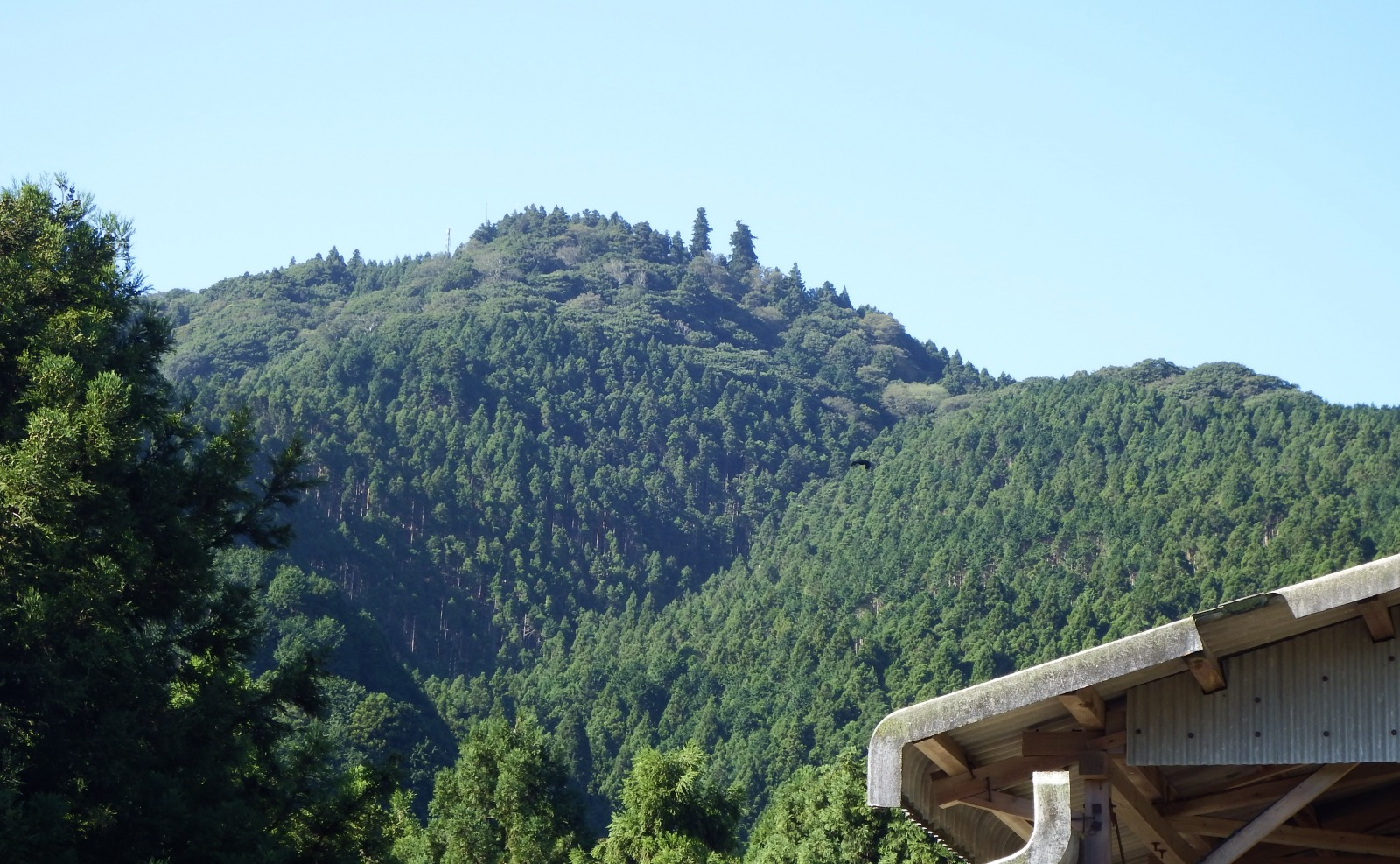
林道から山頂を臨む
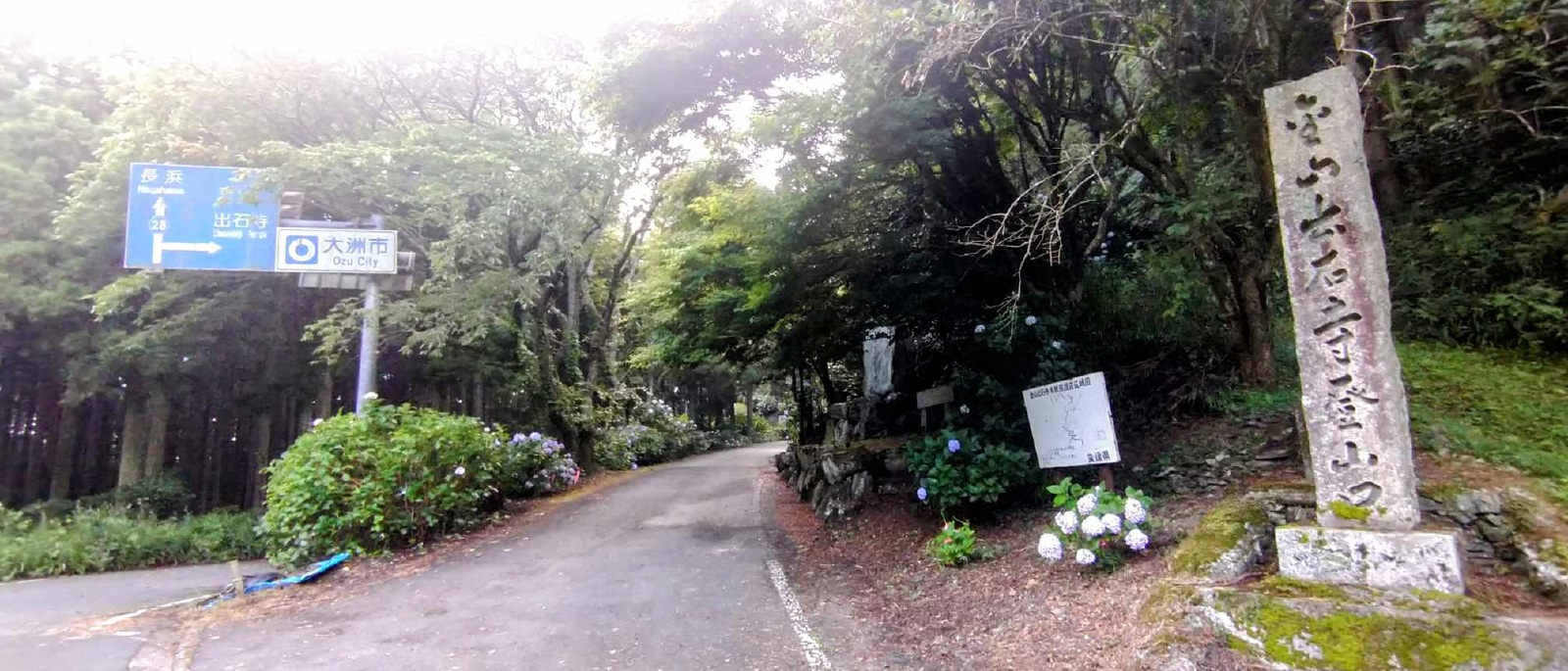
郷峠
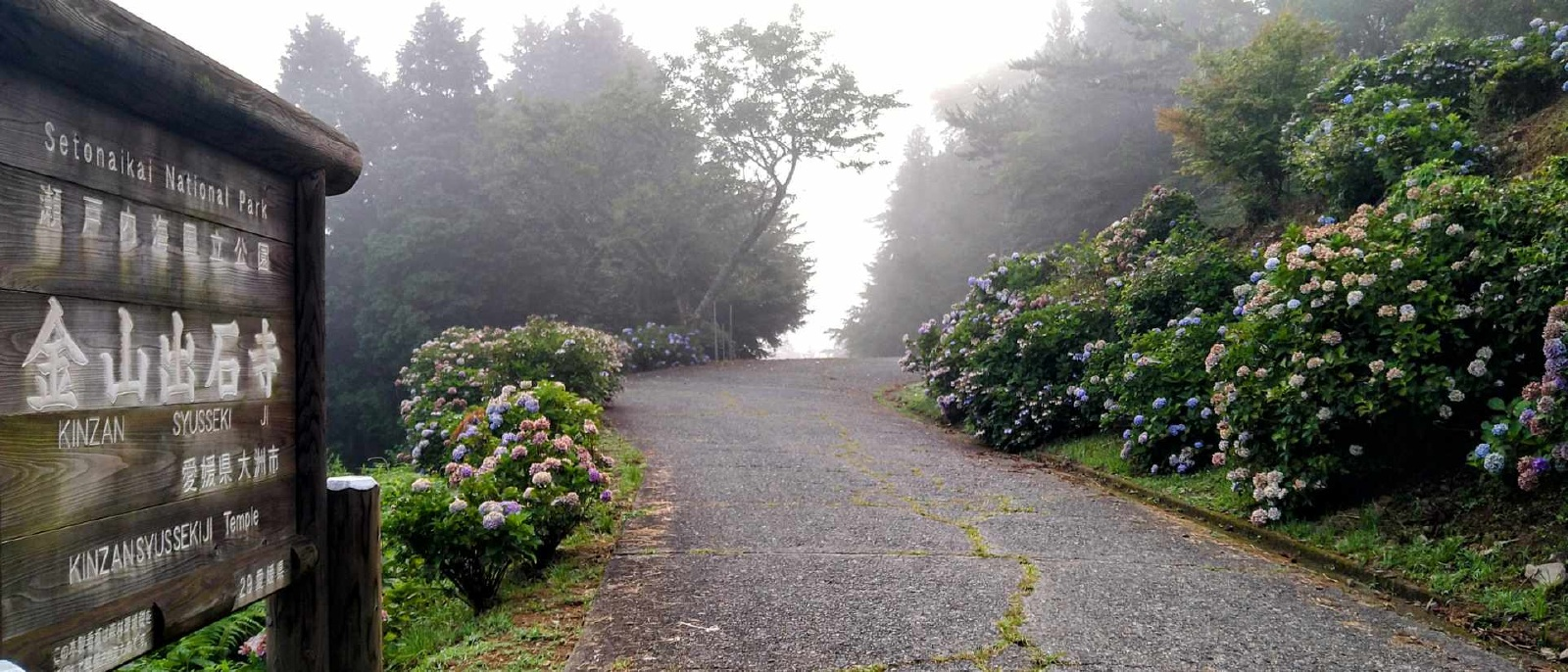
参道
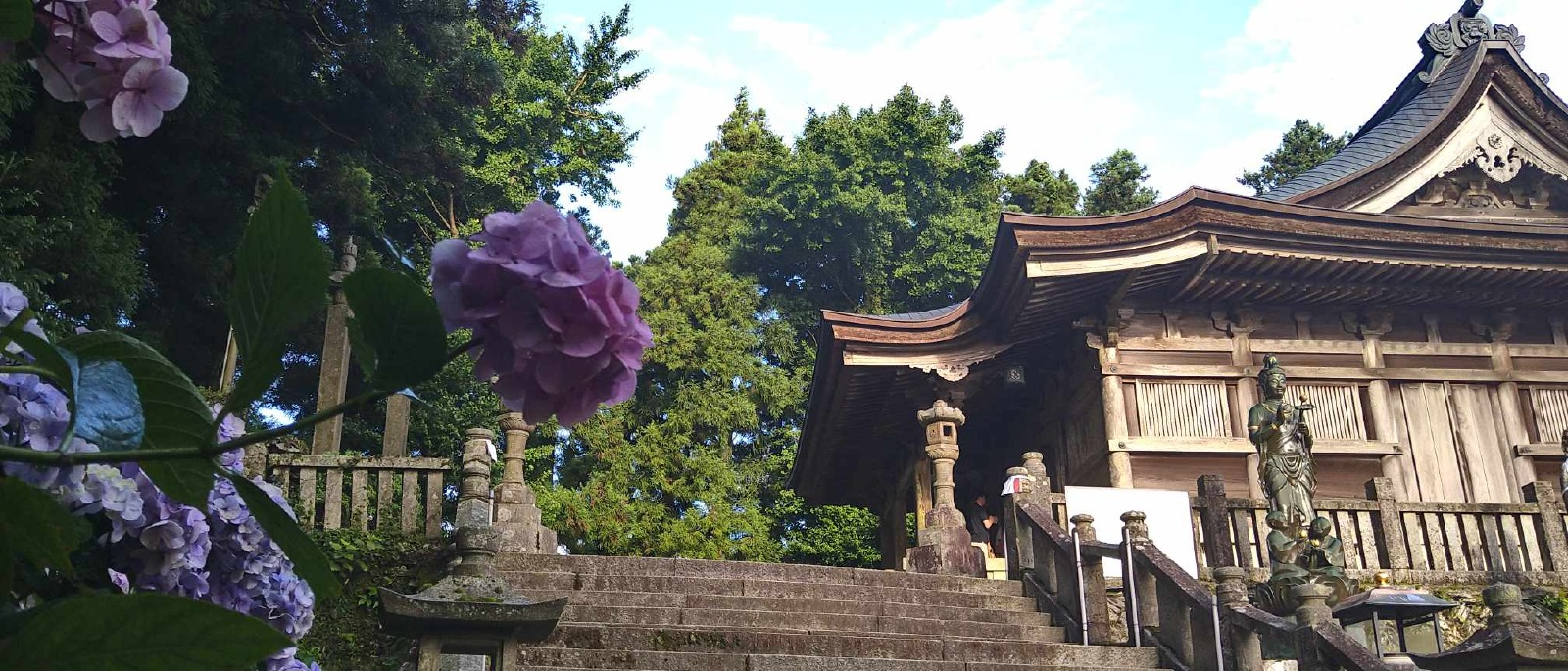
最高地点にある本堂
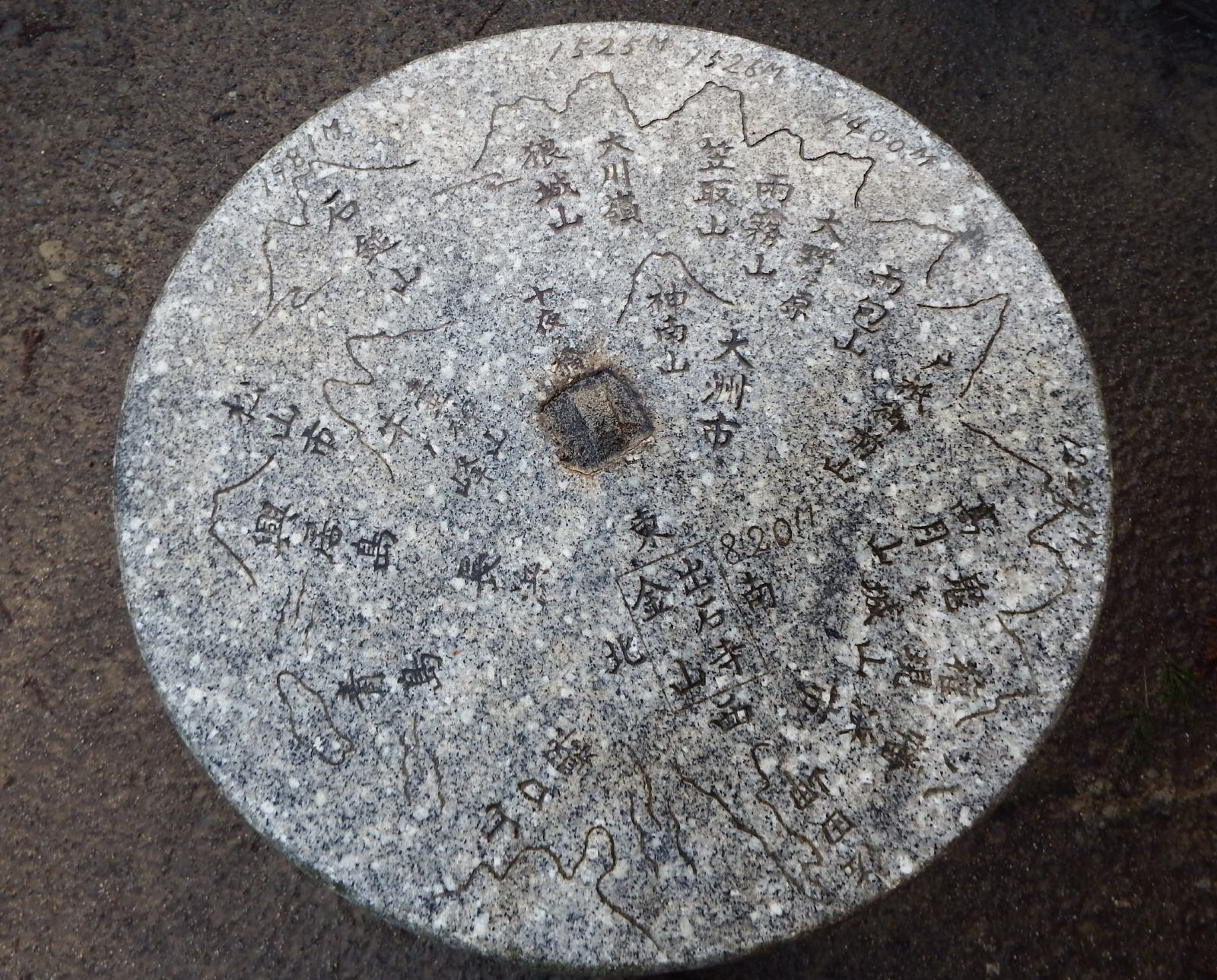
展望所にある表示石
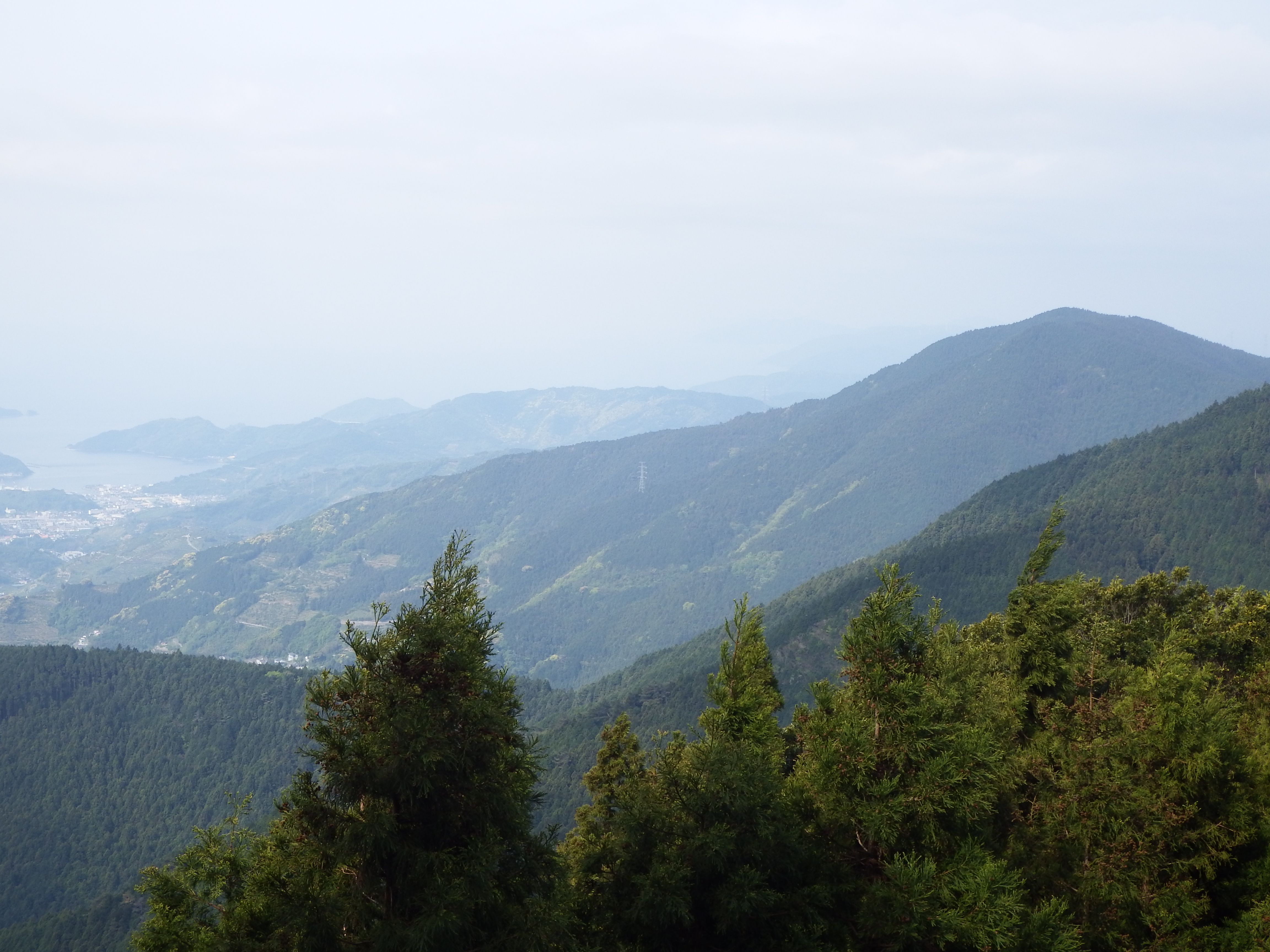
頂上の本堂前から佐田岬半島が見える
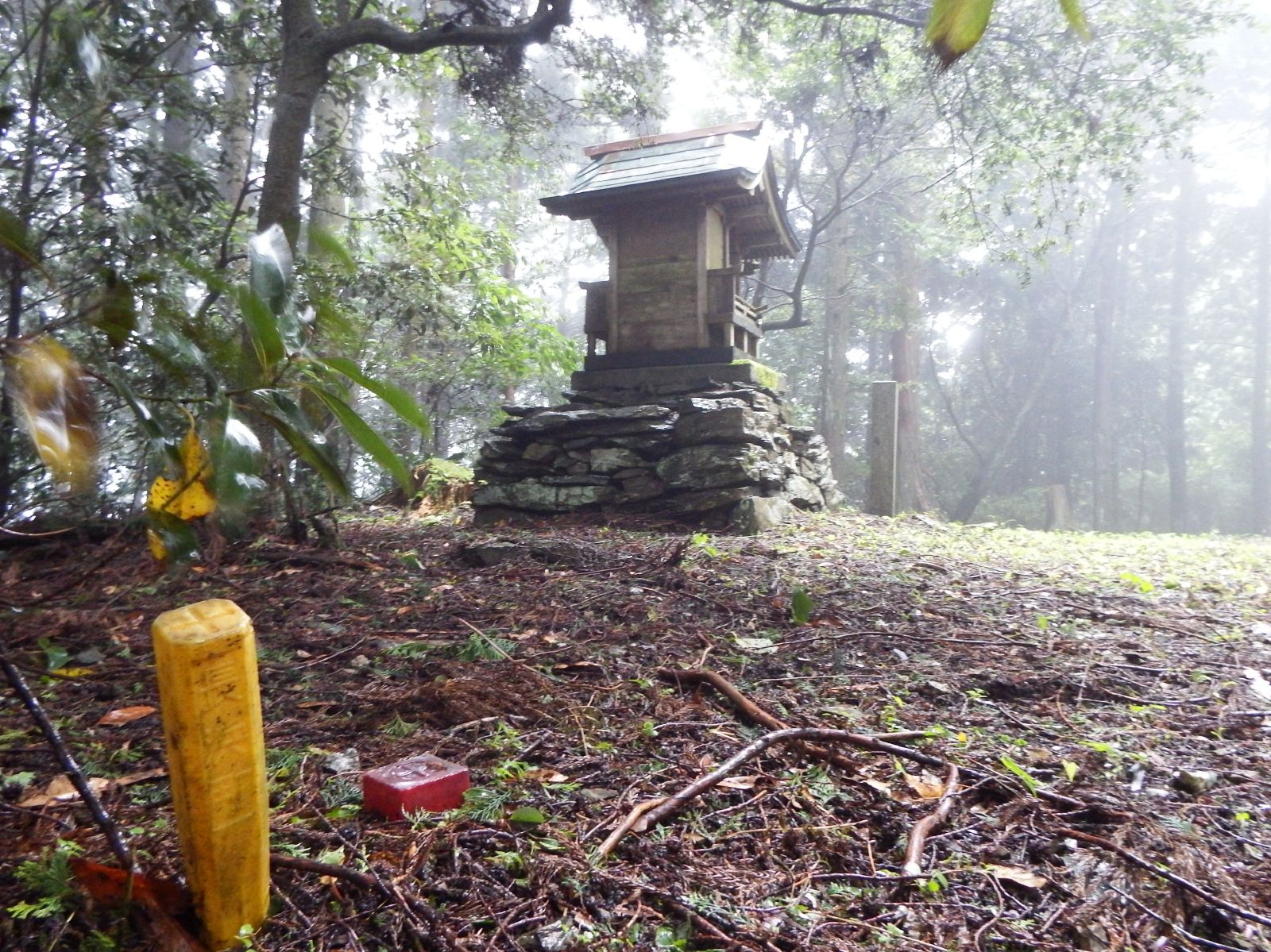
東峰にある三角点